# Лангбард, Иосиф Григорьевич
Ио́сиф Григо́рьевич (Ги́ршевич) Ла́нгбард (6 [18] января 1882, Бельск-Подляски, Гродненская губерния — 3 января 1951, Ленинград) — советский архитектор, заслуженный деятель искусств Белорусской ССР (1934), обладатель Гран-при Всемирной выставки в Париже 1937, доктор архитектуры (с 1939 года).
Известный зодчий Европы XX века, чьё художественное наследие оказало значительное влияние на развитие современной архитектуры. Его архитектурные работы в большой степени повлияли на формирование облика города Минска и являются образцами белорусского зодчества.

## Биография

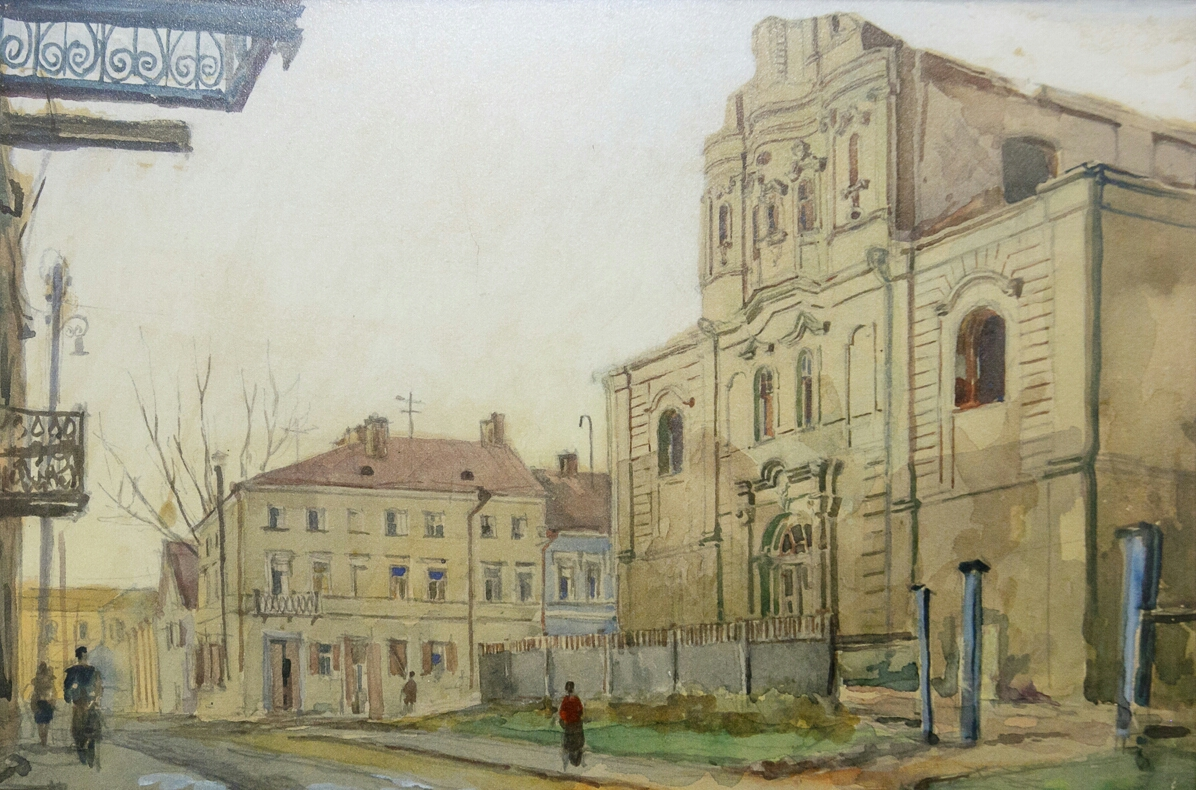
Акварель Иосифа Лангбарда «Минск». Музей истории Минска

Родился в местечке Бельск Гродненской губернии Российской империи, в еврейской семье. Отец видел будущее для сына в коммерции, однако Иосиф с детства любил рисовать.
Окончив в 1901 году местную гимназию, поступил на архитектурное отделение Одесского художественного училища, которое окончил в 1906 году.
В 1907 году переехал в Санкт-Петербург, где успешно выдержал экзамены в Высшее художественное училище при Императорской академии художеств на архитектурный факультет. Отучился семь лет в Санкт-Петербурге (1907—1914). Среди учителей Лангбарда был архитектор Александр Померанцев, спроектировавший здание ГУМа в Москве. Именно под его руководством Лангбард в 1914 году защитил дипломный проект «Здание Государственного совета Российской империи».
Во время Первой мировой войны работал на фронте в качестве начальника инженерного отряда. Под его руководством в это время были построены земская управа в Костроме, сельскохозяйственный музей и театр миниатюр в Петрограде. По окончании войны был исполнителем работ строительной конторы при отделе здравоохранения в Петрограде.
В 1923 году архитектурный проект Лангбарда, в числе сорока семи работ других авторов, участвовал в конкурсе проектов Дворца труда в Москве — главного общественного здания СССР.
В 1929 году выиграл всесоюзный конкурс на лучший проект Дома правительства Белорусской ССР.
Лангбард исполнил проекты зданий Института минерального сырья в Москве, механических прачечных, профилактория и фабрики-кухни, а также Боткинской инфекционной больницы в Ленинграде.
В январе 1925 года Ленинградский губком объявил конкурс на проекты жилищного строительства. Первую премию получил коллектив Лангбарда — за проект для Московско-Нарвского района.
В 1926—1927 годах выполнил конкурсный проект трёхсотквартирного жилого дома для рабочих завода «Красный треугольник» в Ленинграде. Также на различных конкурсах он выполняет проекты: театра и клуба в Екатеринославе, Дома культуры в Вятке, Народного дома в Растяпино (Дзержинск), Василеостровского Дома культуры в Ленинграде, театра в Харькове.
В начале 1930-х годов получил первые крупные заказы на строительство в Белоруссии и Украине. Первым проектом, реализованным Лангбардом по приезде в Минск, стало строительство примерно сорока деревянных павильонов для общебелорусской сельскохозяйственной и промышленной выставки. После этого его пригласили для проектирования застройки центральной части города. Лангбард предложил макеты трёх зданий: Дом правительства Белорусской ССР, Государственный театр оперы и балета Белорусской ССР и Дом Красной армии (современный Дом офицеров). Проект Дома правительства был подготовлен и утверждён в 1929 году, а с 1930 по 1934 годы он был реализован. Перед этим зданием был установлен памятник В. И. Ленину, разработанный Лангбардом вместе с ленинградским скульптором М. Г. Манизером. За этот ансамбль Иосифу Лангбарду было присвоено почётное звание «Заслуженный деятель искусств Белорусской ССР».

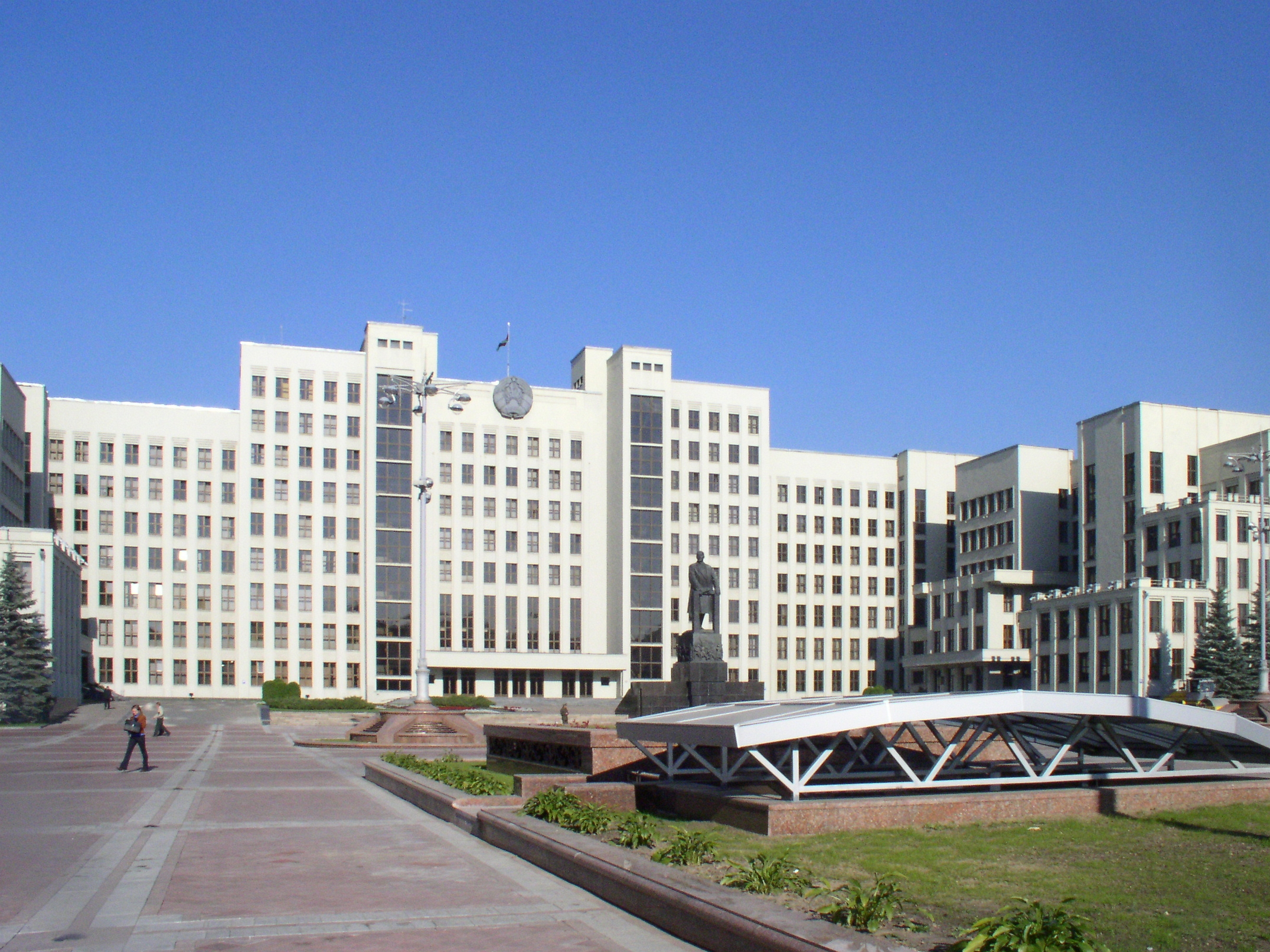
Площадь Независимости в Минске

С 1935 по 1950 годы преподавал в Ленинградском институте живописи, скульптуры и архитектуры (ЛИЖСА), ныне — Институт имени Репина в Санкт-Петербурге. В 1939 году защитил докторскую диссертацию по архитектуре.
В 1935 году Лангбарду было поручено разработать проект Дома Советов в Могилёве, куда вскоре предполагалось перенести столицу БССР. Здание возводили в 1938—1940 годы. Начиная с 1933 года, реализовались ещё два проекта архитектора: Театр оперы и балета на Троицкой горе и Дом Красной армии на фундаменте бывшего архиерейского дворца. В 1935 году Лангбард взялся за переработку проекта здания Академии наук Белорусской ССР, разработанного Г. Лавровым.
В 1937 году творчество архитектора получило мировое признание, когда Иосиф Лангбард стал обладателем Гран-При Всемирной выставки в Париже.
Во время Второй мировой войны работал над маскировкой зданий в Ленинграде, после эвакуации в тыл жил в Ярославской области. В 1944 году вернулся в разрушенный фашистами Минск, где в составе комиссии Комитета по делам архитектуры при СНК СССР работал над планами реконструкции Минска и Гомеля. В 1949 году за эту работу был награждён советским орденом «Знак Почёта». Вместе с Михаилом Баклановым разрабатывал проект здания кинотеатра «Победа» в Минске, законченный в 1950 году.
Однако спор за право реализовать свою концепцию главного проспекта Минска, отстраиваемого из руин в послевоенные годы, Иосиф Лангбард проиграл и переселился в Ленинград.
Скончался 3 января 1951 года в Ленинграде. Похоронен на Серафимовском кладбище (13 уч.)

## Постройки

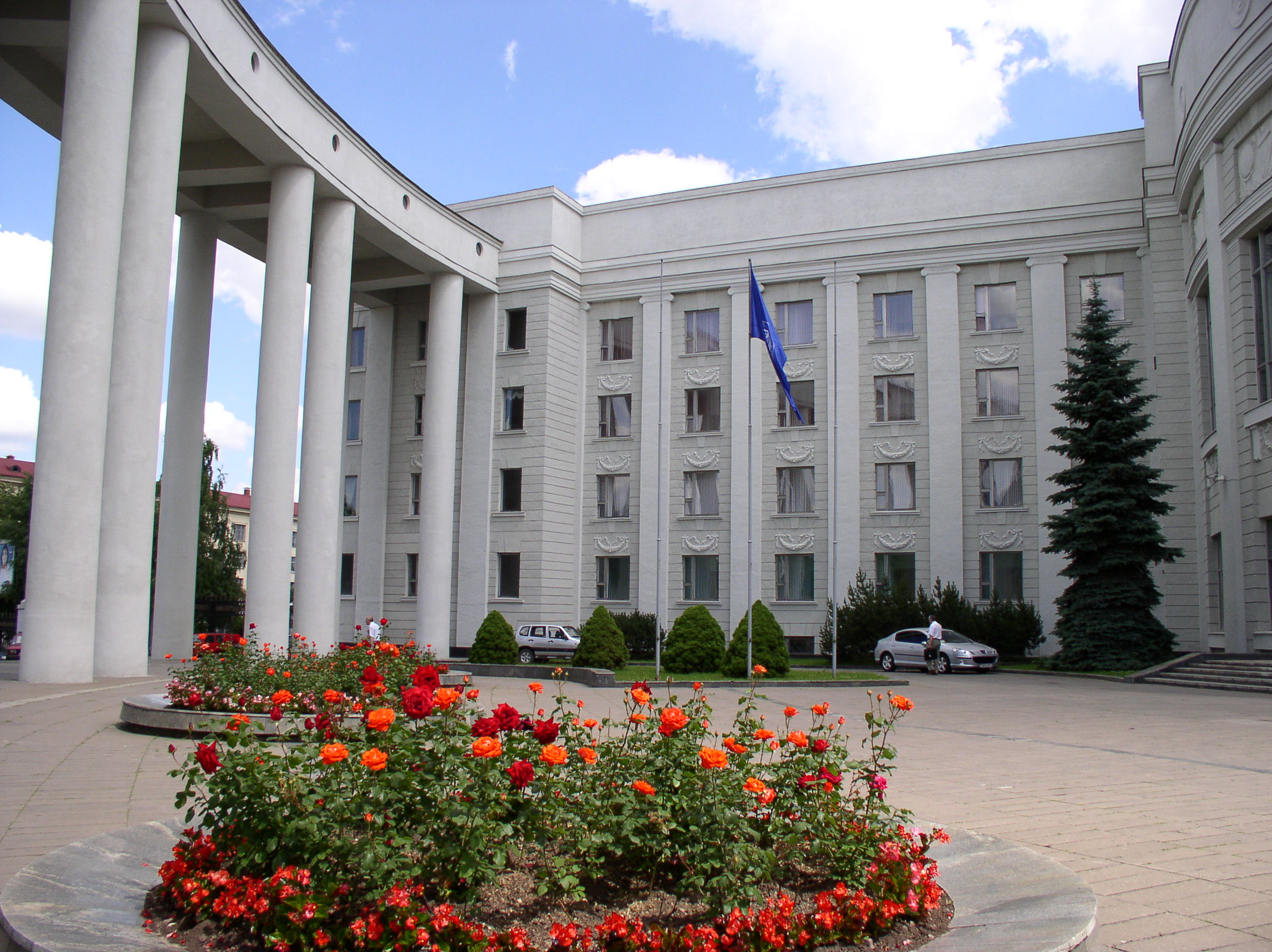
Здание Академии наук в Минске

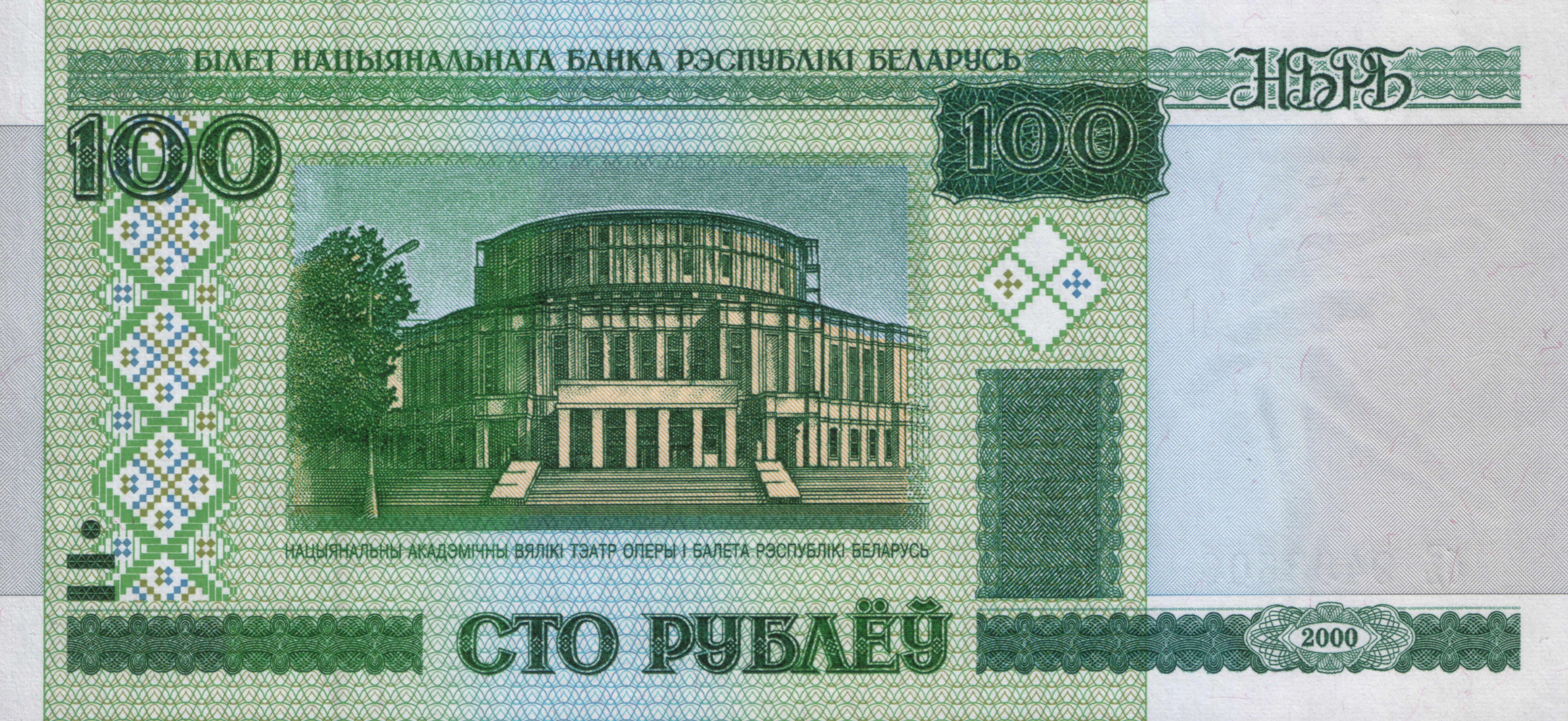
Купюра достоинством 100 белорусских рублей (2000 год) с изображением здания Лангбарда

Иосиф Лангбард был сторонником вертикальных архитектурных решений:

Горизонтальная форма представляется как состояние спящего или мёртвого человека, что отрицательно воздействует. Между тем как вертикальное положение олицетворяет жизнь, бодрость и силу, оно противостоит тяге к земле.

По мнению профессионалов, Лангбард был сторонником критического освоения и использования традиций прошлого. В классике считал достойным архитектурную дисциплину, порядок, соизмеримость основных форм, стремился развивать простоту и ясность композиционных решений, характерных для белорусской национальной архитектуры. О декорации архитектурного фасада имел следующее мнение: «Лучше не знать, как украсить здание, чем сделать в этом лишнее».
Реализованы 15 проектов архитектора, из которых 8 — в Беларуси:
- Жилмассив для рабочих завода «Красный треугольник» на Старо-Петергофском пр., 21 в Ленинграде (1927—1929 гг.)
- Комплекс театра и кино города Орши (1930 г.);
- Дом правительства Белорусской ССР в Минске (всесоюзный конкурс 1929 г.; 1-я премия; сотрудники: Коварский Я. М., Любарский Г. П.; заложен в 1929 г.; 1934—1937 гг.);
- Памятник Чапаеву (Самара); (совместно со скульптором М. Г. Манизером); Памятник установлен в 1932 году;
- Дом Красной армии в Минске (1934—1939 гг.);
- Государственный театр оперы и балета Белорусской ССР в Минске (1934; построен 1937—1938 гг.);
- Памятник Тарасу Шевченко (совместно со скульптором М. Г. Манизером) в Харькове (1936 г.), считающийся одним из лучших на Украине[8];
- Дом Советов в Могилёве (1938—1939 гг.);
- Главный корпус Академии наук Белорусской ССР в Минске (1935—1939 гг.);
- Проект кинотеатра «Победа» (1950 г.);
- Земская управа в Костроме (1914—1918 гг.);
- Сельскохозяйственный музей в Петрограде (1914—1918 гг.);
- Театр миниатюр в Петрограде (1914—1918 гг.);
- Здание городского комитета КПУ в Киеве (1939 г., ныне — Министерство иностранных дел Украины);
- Театр имени Янки Купалы в Минске, реконструкция главного фасада (1938 г.);

## Проекты
- Памятник В. И. Ленину на площади у Финляндского вокзала в Ленинграде (1924 г.; конкурс ЛОАХ и ЛОА; 1-я премия)
- Памятник-мавзолей В. И. Ленину в Одессе (1925 г.; конкурс; 2-я премия)
- Жилой дом в Ростове-на-Дону (1925 г.; конкурс; 1-я премия)
- Боткинская заразная больница в Ленинграде: сортировочное отделение, изолятор, лаборатория, аудитория, рентген, типовые павильоны (1926 г.; конкурс; 4-я премия; соавтор Коварский Я. М.)
- Хлебозавод в Ленинграде (1926 г.; конкурс; 3-я премия; соавторы Коварский Я. М., Любарский Г. П.; второй вариант — проект рекомендован)
- Фасад катушечной фабрики им. Володарского в Ленинграде (1926 г.; конкурс; 1-я премия)
- Застройка участка у Путиловского завода для рабочих по ул. Стачек в Ленинграде (до 1927 г.; конкурс; 1-я премия)
- Театр и клуб для рабочих и служащих Екатеринославской железной дороги в Екатеринославе (до 1927 г.; конкурс; 3-я премия)
- Профилакторий Володарского района в Ленинграде (конкурс; соавтор Коварский Я. М.)
- Дом правительства Украинской ССР в Харькове (1927 г.; конкурс; 4-я премия; соавтор Коварский Я. М.)
- Дворец выставок
- Маяк-памятник Христофору Колумбу в Сан-Доминго (1929 г.; конкурс международный)
- Дом Советов в Ленинграде (1936 г.; конкурс закрытый)
- Маяк-памятник В. И. Ленину в Ленинградском торговом порту

## Выставки
- Со 2 ноября 2007 года по 12 мая 2008 года в Петропавловской крепости в Санкт-Петербурге проходила выставка проектных архитектурных работ Иосифа Григорьевича Лангбарда, приуроченная к 125-летию со дня рождения автора[9].

## Галерея

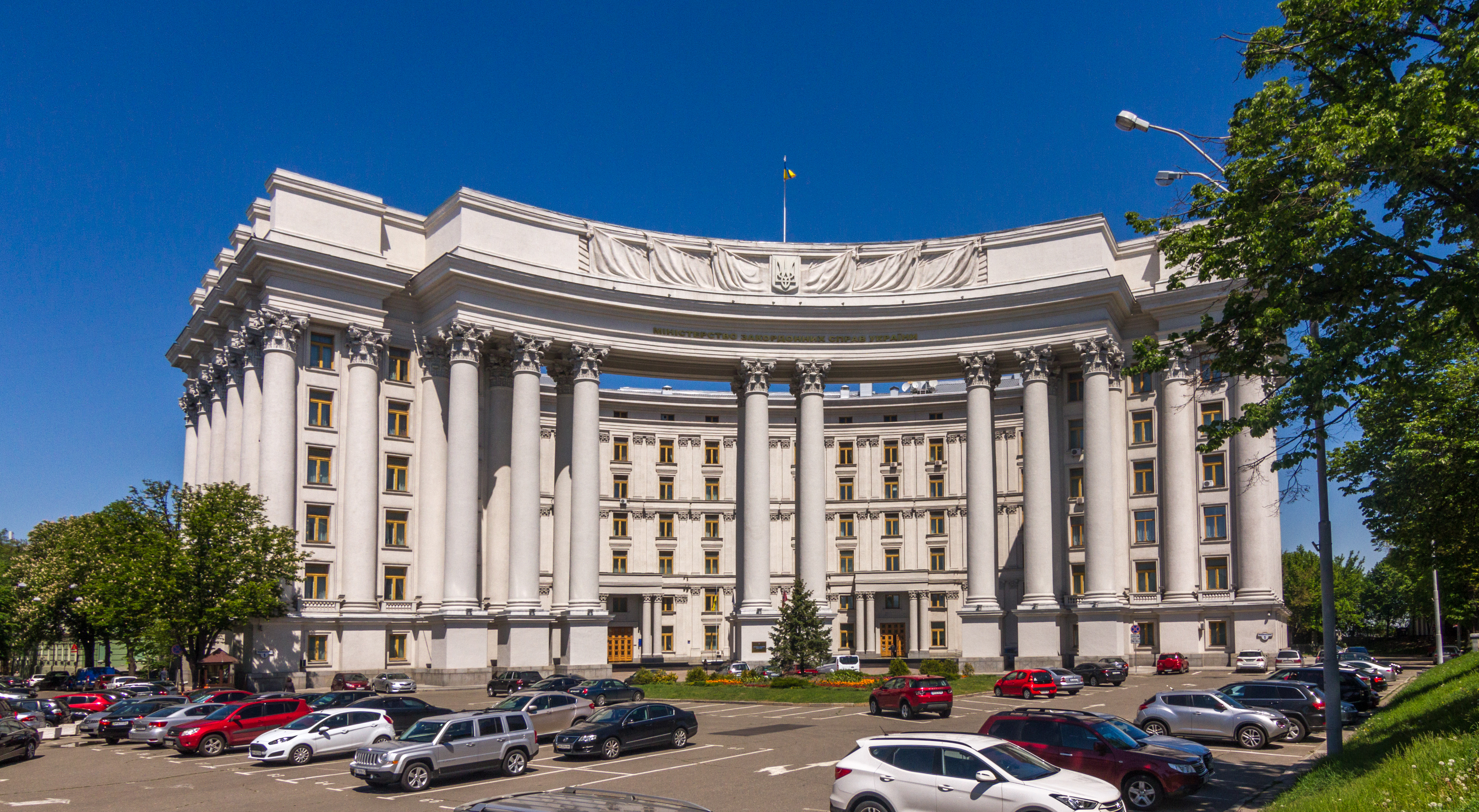
Министерство иностранных дел, Киев
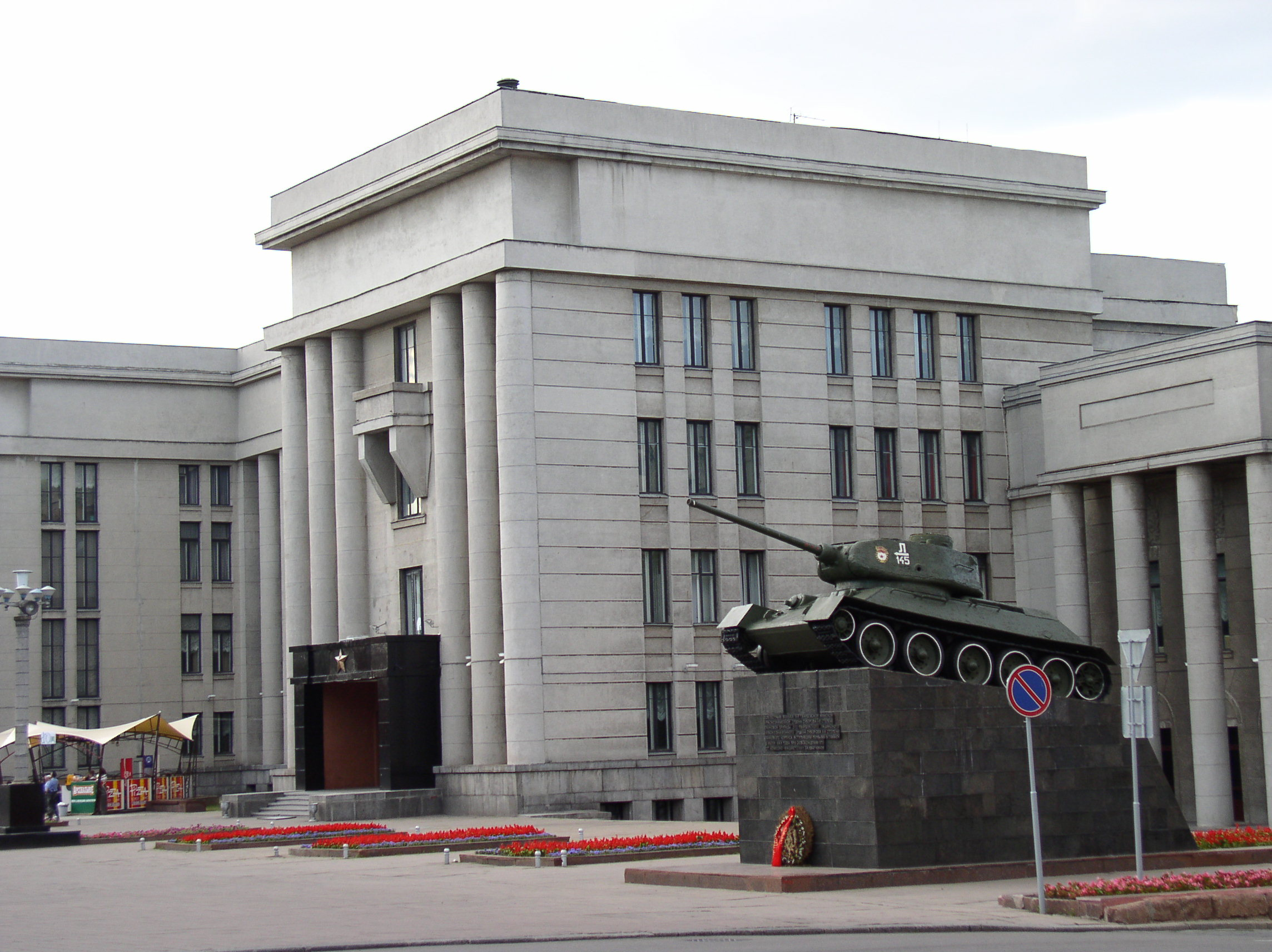
Дом офицеров, Минск
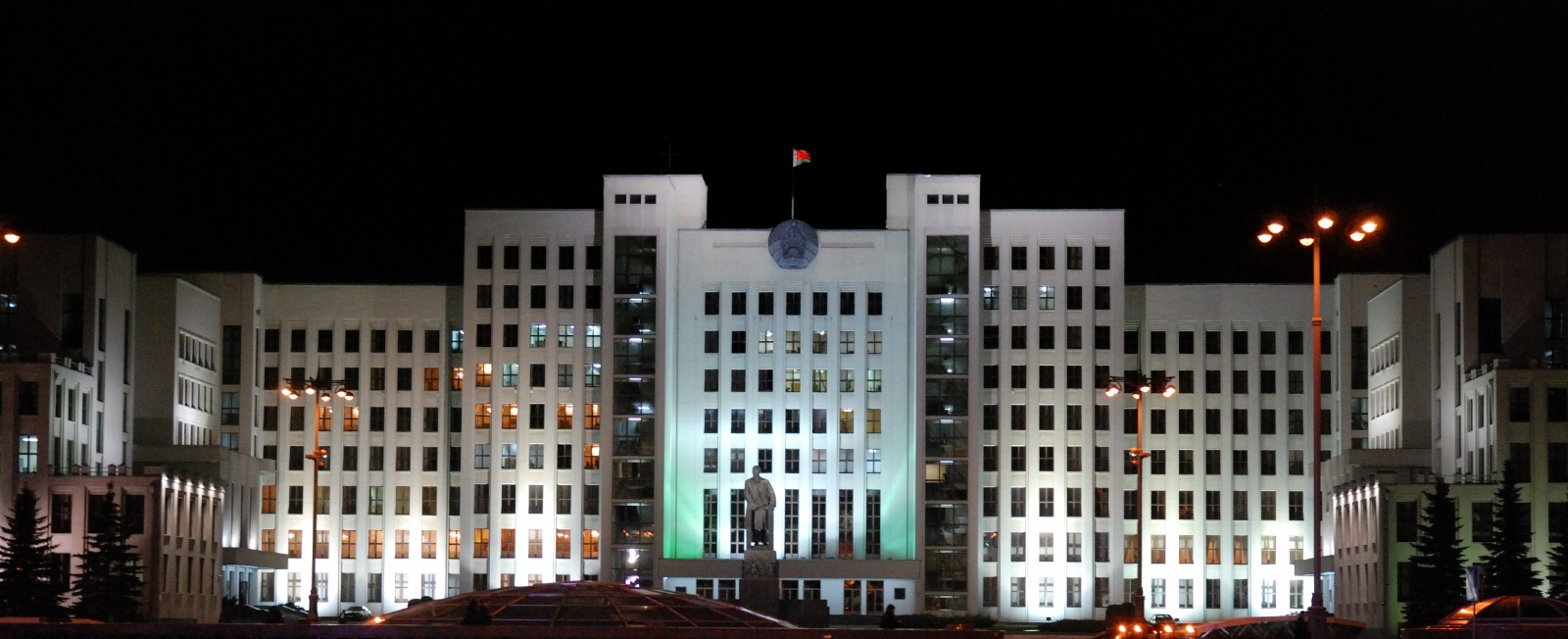
Дом правительства, Минск
Театр оперы и балета, Минск
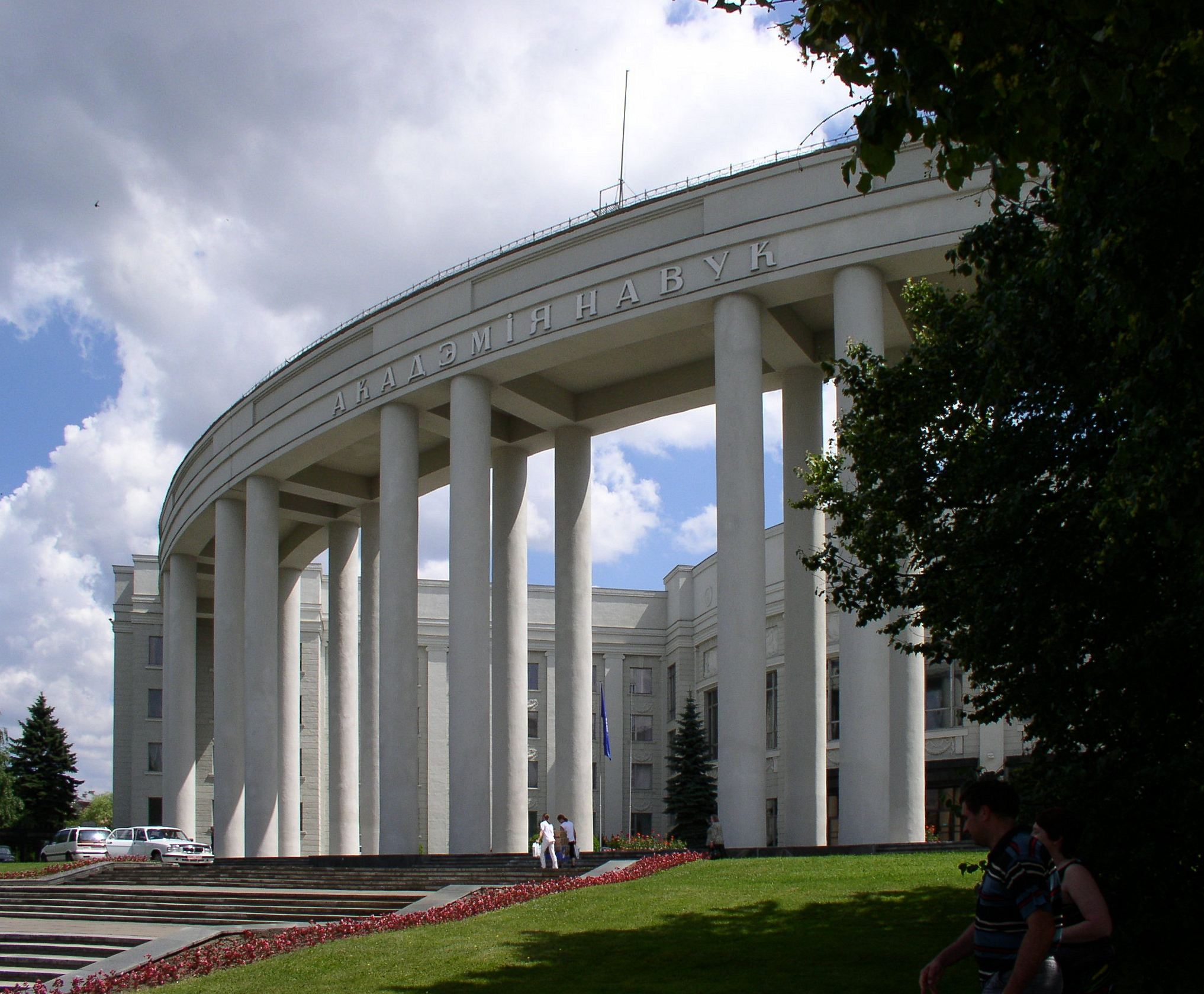
Академия наук, Минск
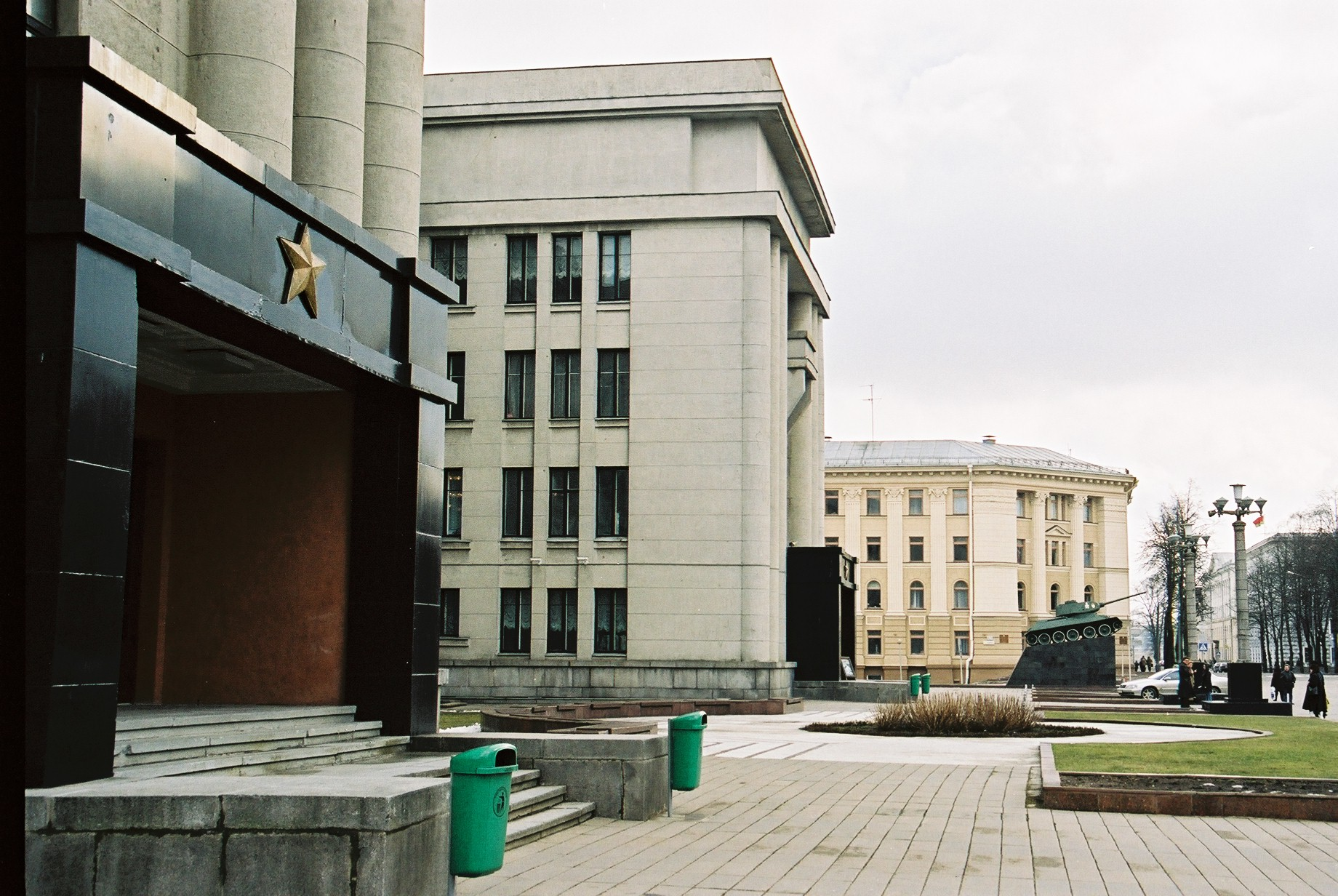
Дом офицеров, Минск
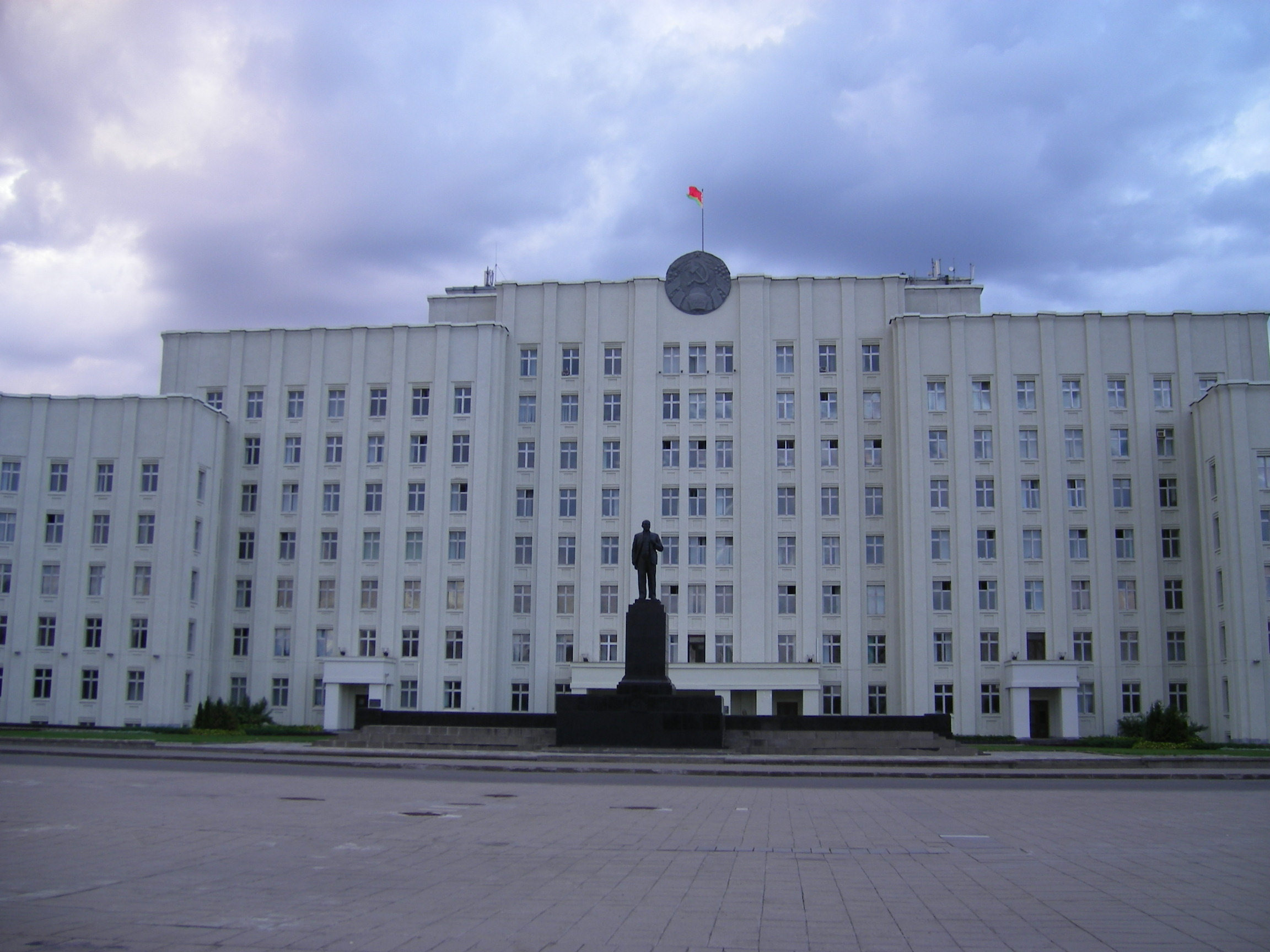
Облисполком, Могилёв

## Память

Могила Лангбарда на Серафимовском кладбище

- Скульптурный портрет. Бюст работы белорусского скульптора Заира Азгура, Минск.
- Татьяна Бембель, Вера Савина. «Застывшая музыка Лангбарда». Документальный фильм. — Студия документальных фильмов. Белорусское телевидение. — Минск, 2010.
- Имя Иосифа Лангбарда присвоено улице в Минске[10][11] — («улица Ио́сифа Лангба́рда»)